# La Ratte

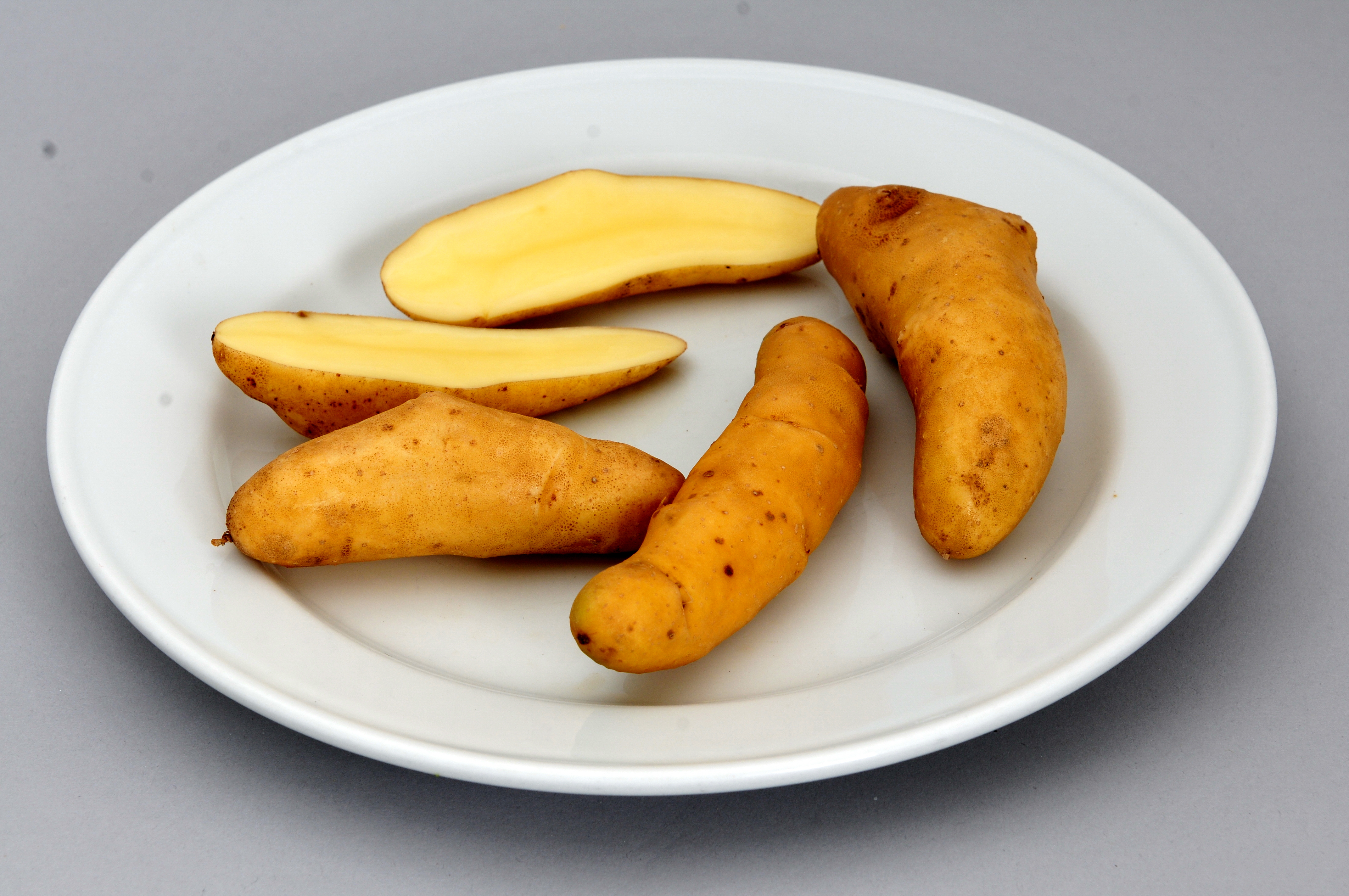
Kartoffelknollen der Sorte La Ratte

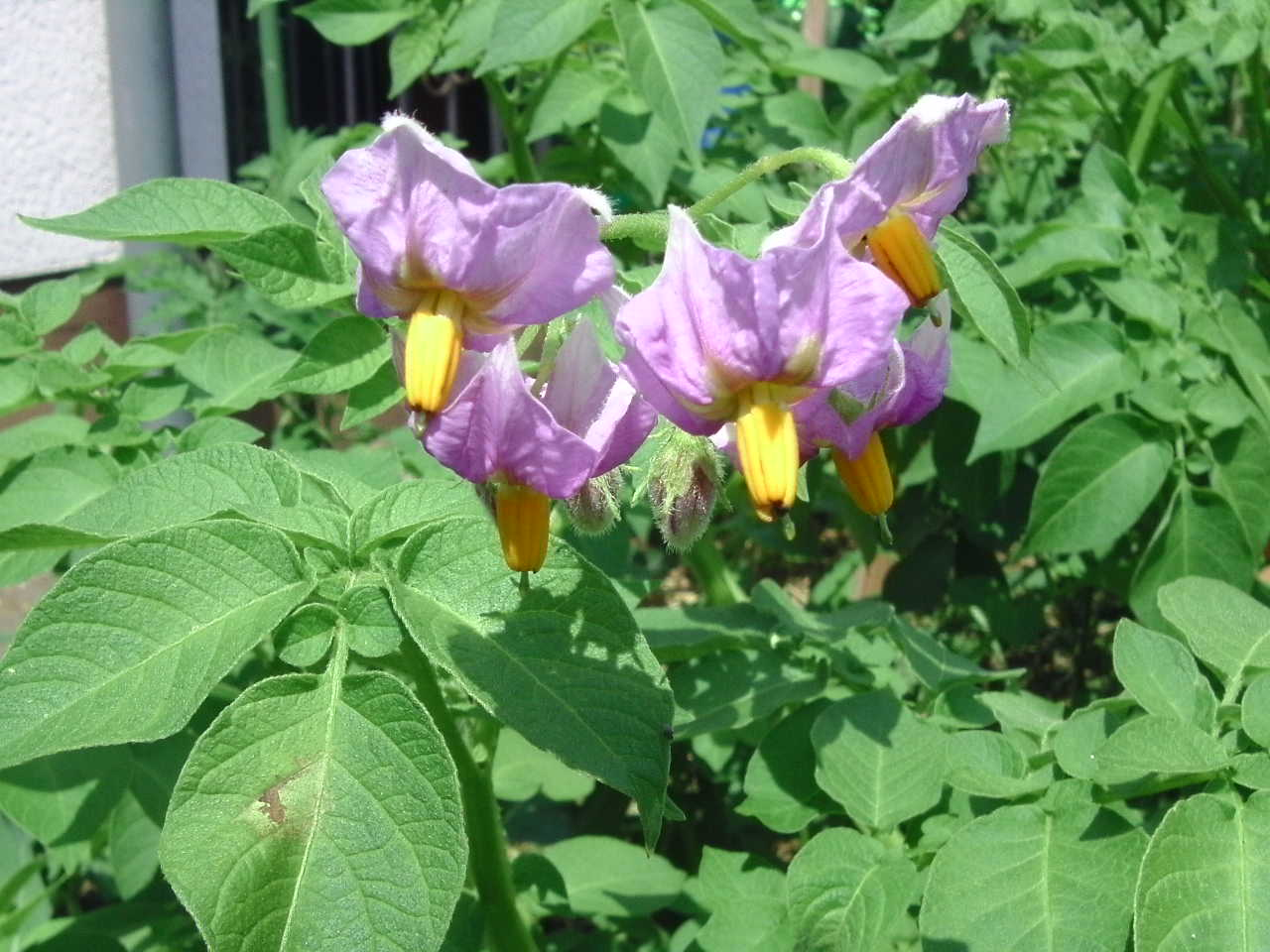
Blüten der La Ratte

La Ratte ist eine alte französische Kartoffelsorte. Die Staude blüht rosa bis violett. Die verhältnismäßig kleinen, mittelfrüh reifenden Knollen haben eine dünne gelbe Schale sowie gelbes Fleisch mit nussigem Geschmack und sind länglich bis hörnchenförmig. Die Sorte war lange Zeit vom Markt verdrängt, da sie wenig ertragreich ist und recht anfällig für Schädlings- und Pilzbefall, etwa durch Phytophthora.
La Ratte gilt als eine geschmacklich sehr hochwertige Speisekartoffel, daher wird sie als hochpreisiges Produkt seit den 1990er Jahren wieder in kleinen Mengen für den Feinschmeckermarkt angebaut. Die Anbaugebiete liegen vorwiegend in Nordfrankreich, hauptsächlich in der Bretagne, aber mittlerweile auch in Dänemark und Deutschland. Ein geschützter Markenbegriff ist La Ratte du Touquet aus der Umgebung der nordfranzösischen Gemeinde Le Touquet-Paris-Plage.
Die festkochende Sorte ist besonders als Beilage zu Spargel, aber auch als herzhafte Kombination zubereitet als Brat- oder Pellkartoffel mit angemachtem Quark, Camembert oder Münsterkäse und für Kartoffelsalate geeignet.